# Верхний Елбак
Верхний Елбак — деревня в Болотнинском районе Новосибирской области. Входит в состав Карасёвского сельсовета.

## География
Площадь деревни — 47 гектаров.

## История
В 1926 году деревня состояла из 65 хозяйств, основное население — русские. В административном отношении находилась в составе Карасевского сельсовета Болотнинского района Томского округа Сибирского края.

## Население
| 2002 | 2007 | 2010 |
| ---- | ---- | ---- |
| 173  | ↘162 | ↘146 |

## Инфраструктура
В деревне по данным на 2007 год отсутствует социальная инфраструктура.